# ЧФР (футбольный клуб, Турну-Северин)
ЧФР (рум. CFR Turnu Severin) — прекративший существование румынский футбольный клуб из города Турну-Северин.

## История
Команда железнодорожников из дунайского порта Порциле-де-Фиер была основана в 1928 году под руководством президента И. Типареску. Первое выступление команды зафиксировано в 1939-40 годах (9-е место в Лиге II). В 1940-41 годах клуб финиширует первым в серии и завоевывает право на повышение в Лигу I, но чемпионат прерывается из-за войны. В этот период использовались такие игроки, как: Робу, Негру, К. Ионеску, Павел, Мартин, Яшински, Думитреску, Париол, Хациегану, Мурешан, Испа, Илиеску, Добреску, Джуманка, Силард, Козма, Людвиг, Лупулеску, Фелекан II, Биолан II, Нану.
В период 1941-45 годов она участвует в сдержанном варианте национального чемпионата и добивается выдающихся результатов в Кубке Румынии, завоевав трофей в конце сезона 1942-43 годов. Команда, которой удалось добиться этого потрясающего результата, была следующей: Павловичи - Опрян, Фелекан III - Мурешан, Париол, Марку - Видан, Козма, Людвиг, Фелекан II, Ройтер. Другие игроки в составе: Робу, Стоенеску, Чобану, Испас, Ковач, Влайку, Юманка, Мартин, Стан, Текэу.
После Второй мировой войны команда вновь появляется в Лиге II на три сезона (1946-49). Затем два сезона (1950 и 1951) она участвует в региональном чемпионате. В 1952 году ей удается вернуться в Лигу II под названием "Локомотив", но в 1956 году снова понижаться в классе. В сезоне 1957-58 годов команда возвращается к традиционному названию ЧФР и играет в Лиге III. Этот сезон стал для клуба последним в истории.

## Награды
- Лига II
  - Победитель (1): 1940–41
- Кубок Румынии
  - Победитель (1): 1942–43